# Danny Kaye
Danny Kaye (tên lúc sinh David Daniel Kaminsky; tiếng Yid: דאַװיד דאַניעל קאַמינסקי; 18 tháng 1 năm 1911 – 3 tháng 3 năm 1987) là một diễn viên, ca sĩ, vũ công, diễn viên hài, nhạc sĩ, và nhà từ thiện người Mỹ. Các vai diễn xuất của ông bao gồm hài kịch vật lý, bình dị kịch câm và cháy nhanh bài hát mới lạ.
Kaye đóng vai chính trong 17 bộ phim, đáng chú ýWonder Man (1945), The Kid from Brooklyn (1946), The Secret Life of Walter Mitty (1947), The Inspector General (1949), Hans Christian Andersen (1952), White Christmas (1954), và The Court Jester (1956).
Các bộ phim của ông rất nổi tiếng, đặc biệt là các màn trình diễn của patter song và các mục yêu thích như "Inchworm" và "The Ugly Duckling." Ông là đại sứ đầu tiên của UNICEF vào năm 1954 và nhận được Legion of Honor của Pháp vào năm 1986 vì những năm làm việc với tổ chức này.